# دهستان مارز
دهستان مارز، یکی از دهستان‌های بخش چاه دادخدا شهرستان قلعه‌گنج در استان کرمان ایران است. مرکز این دهستان، روستای راین قلعه است.

## جمعیت
بر پایه سرشماری عمومی نفوس و مسکن در سال ۱۳۹۵، جمعیت دهستان مارز برابر با ۲٬۵۳۳ نفر بوده‌است.